# Matthias Lindner (Fußballspieler, 1965)
Matthias Lindner (* 5. Oktober 1965 in Grimma) ist ein ehemaliger deutscher Fußballspieler. In der höchsten Spielklasse des DDR-Fußballs, der Oberliga, spielte er für den 1. FC Lokomotive Leipzig. Beim Lok-Nachfolger VfB Leipzig agierte die Defensivkraft nach der Wiedervereinigung eine Spielzeit in der 1. Bundesliga. Lindner wurde in der DDR-A-Nationalelf in 22 Partien eingesetzt. Mit dem 1. FC Lok gewann er 1986 und 1987 den FDGB-Pokal.

## Sportliche Laufbahn

### Gemeinschafts-, Club- und Vereinsstationen
Matthias Lindner spielte von 1972 bis 1976 im Nachwuchsbereich der Betriebssportgemeinschaft Lokomotive in Naunhof beim Übungsleiter Gerhard Plischke. 1976 wechselte er zum 1. FC Lokomotive Leipzig, in dessen Nachwuchsabteilung sich Lindner einerseits für den Sprung in den Oberligamannschaft der Männer profilierte und andererseits den Auswahltrainern des DFV anbot.
Sein erstes Oberligaspiel absolvierte Lindner in der Saison 1982/83. Zum Stammspieler entwickelte er sich ab dem Spieljahr 1985/86 und blieb es bis zur letzten eigenständigen Saison des ostdeutschen Erstligafußballs.  Während er beim 1. FC Lok anfangs als Mittelfeldspieler eingesetzt wurde, spielte der gelernte Elektromonteur später in der Abwehr, lange Zeit als Libero. Beim Gewinn des nationalen Pokals 1987, mit einem 4:1 über Hansa Rostock im Finale errungen, sowie im Endspiel um den Europapokal der Pokalsieger 1986/87, mit 0:1 gegen Ajax Amsterdam verlorenging, wurde er als zentraler Abwehrspieler eingesetzt. Beim Pokalsieg 1986 stand er im Finale nicht auf dem Feld, hatte aber im Saisonverlauf mit sechs Einsätzen im Wettbewerb seinen Anteil an diesem Erfolg der Leipziger.
Bis 1997 spielte er für den Lok-Nachfolger VfB Leipzig, zunächst in der 2. Bundesliga und in der Saison 1993/94, die mit dem Abstieg endete, in der Bundesliga. 1997/98 war Lindner für eine Saison für den FC Carl Zeiss Jena ebenfalls in der 2. Bundesliga aktiv. Zuletzt spielte Lindner von 1998 bis 2001 für den FC Sachsen Leipzig in der drittklassigen Regionalliga.

### Auswahleinsätze
Zwischen 1982 und 1984 bestritt er 24 Länderspiele mit der DDR-Juniorennationalelf. Mit der ostdeutschen U-18 siegte er im September 1983 auf Kuba bei den Jugendwettkämpfen der Freundschaft. Im folgenden Frühjahr qualifizierten sich Lindner und seine Mitspieler für die U-18-EM 1984 in der Sowjetunion. Nach der Gruppenphase verabschiedete sich die DDR aber aus dem Kampf um die Medaillen.
Von 1984 bis 1987 gehörte er zum Kader der DDR-Nachwuchsauswahl, für die er in 20 Begegnungen mitwirkte und drei Treffer erzielte. Für die ostdeutsche Olympiaauswahl absolvierte Lindner zehn Länderspiele mit einem Torerfolg. Die Endrunde des olympischen Fußballturniers 1988 erreichte das Team nicht.
Bis zum Mai 1990 wurde der Lok-Verteidiger in 22 Partien der DDR-A-Nationalmannschaft aufgeboten. Sein Debüt gab er im EM-Qualifikationsspiel am 29. April 1987 gegen die Sowjetunion bei einer 0:2-Niederlage in Kiew.

### Statistik
- DDR-Oberliga: 156 Spiele (18 Tore)
- Bundesliga: 31 Spiele (1 Tor)
- 2. Bundesliga: 166 Spiele (12 Tore)
- Regionalliga: 20 Spiele (2 Tore)
- Europapokal: 19 Spiele (3 Tore)